# 奈良茶飯

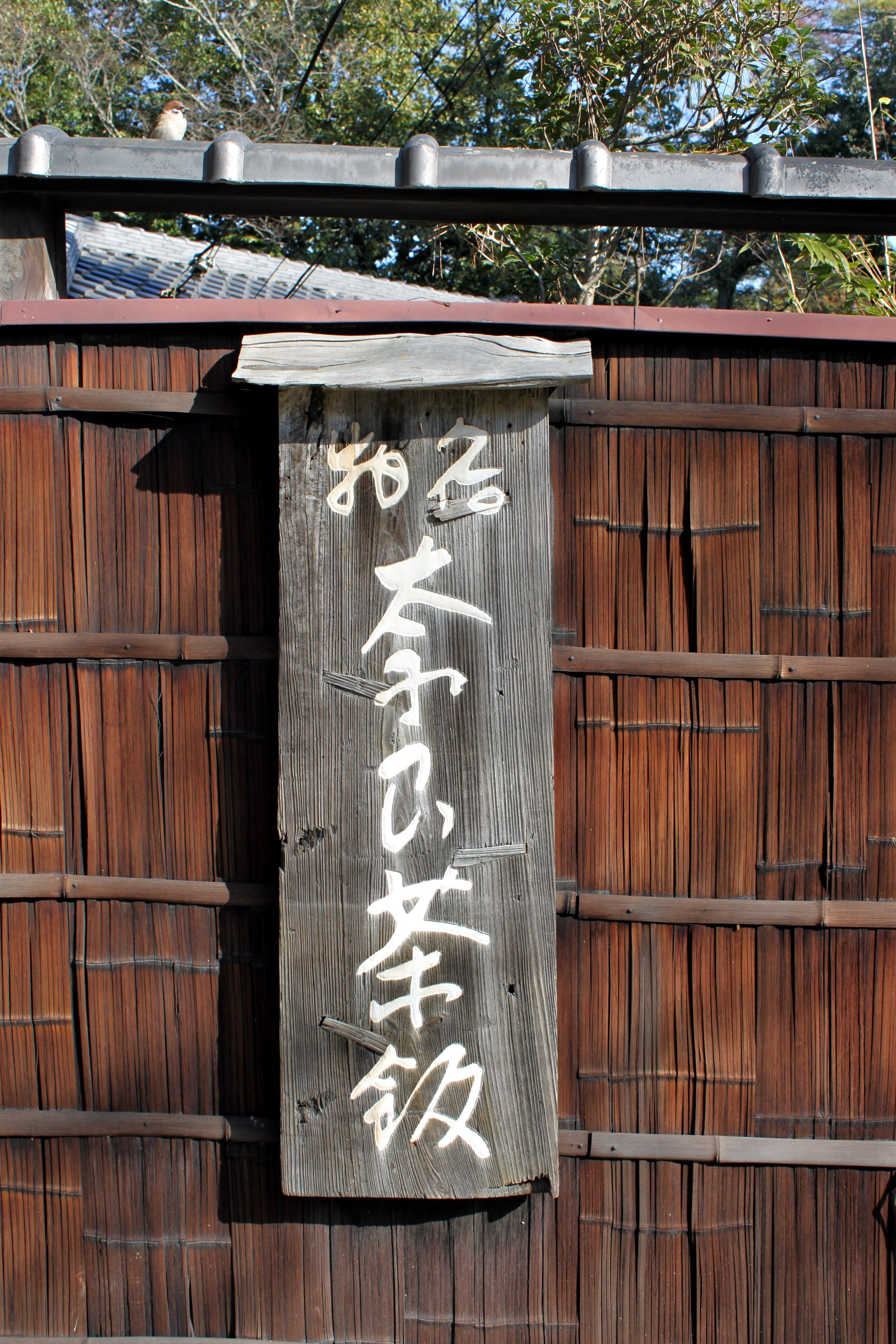
奈良茶飯看板 柳茶屋（奈良市）

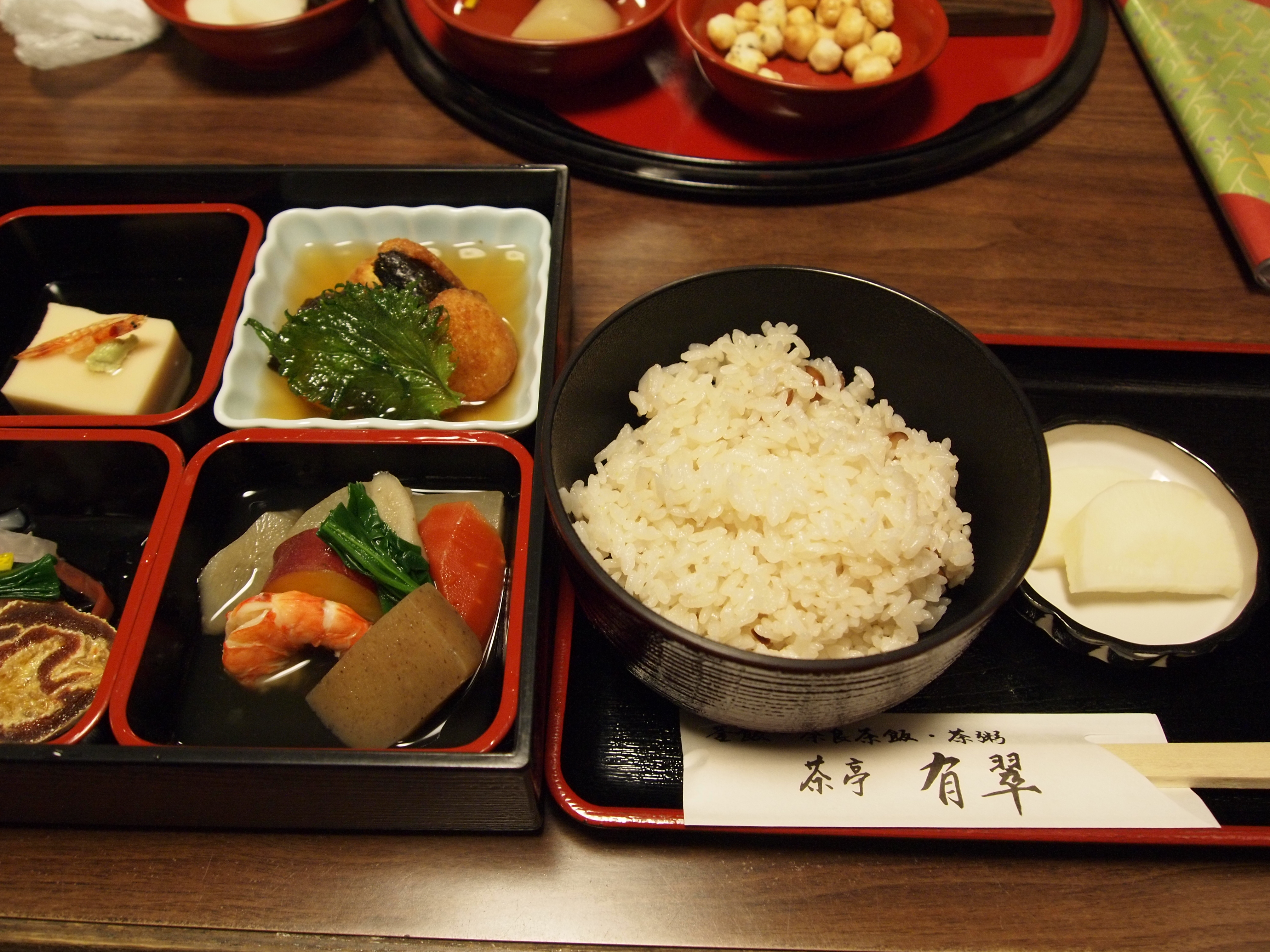
奈良茶飯 茶亭有翠（奈良市）

奈良茶飯（ならちゃめし）は、炊き込みご飯の一種で、奈良県の各地の郷土料理。

## 概要
少量の米に炒った大豆や小豆、焼いた栗、粟など保存の利く穀物や季節の野菜を加え、塩や醤油で味付けした煎茶やほうじ茶で炊き込んだもので、しじみの味噌汁が付くこともある。
元来は奈良の興福寺や東大寺などの僧坊において寺領から納められる、当時としては貴重な茶を用いて食べていたのが始まりとされる。東大寺のお水取りの練行衆の献立に、茶粥と共に「ゲチャ」と呼ばれるものが登場するが、これが茶飯の原点と考えられている。しかし、庶民の間には広く普及しなかった。茶飯を気に入った旅人が江戸に持ち帰り、その後、浅草寺付近に奈良茶飯の店が多くでき、「奈良茶」の目印を出して集客した。十返舎一九の「東海道中膝栗毛」にも登場したことで有名になる。茶飯は米と大豆からなるバランスのとれた栄養食であり、腹持ちも良かったため、その後、全国各地で広く知られるようになった。明治以降に、再び奈良で広まりはじめた。
本来は再煎（二番煎じ以降）の茶で炊いた飯を濃く出した初煎（一番煎じ）に浸したものだった。江戸時代初期の『料理物語』には、茶を袋に入れて小豆とともに煎じ、更に大豆と米を炒った物を混ぜて山椒や塩で味付けして炊いた飯を指すと記され、更に人によってはササゲ・クワイ・焼栗なども混ぜたという。現在も香川県の郷土料理となっている茶米飯は、米と大豆を炒ってものを少々の塩を入れた番茶で炊いて作られており、『料理物語』に記された奈良茶飯と同系統の料理であるとみられる。
日本各地に番茶などで煮出した茶汁で炊いた茶飯や茶粥が伝えられており、茶には飲用とは別に食用など他の用途があったことを示している。
日本の外食文化は、江戸時代前期（明暦の大火以降）に江戸市中に現れた浅草金竜山の奈良茶飯の店から始まったと言われている。これは現在の定食の原形と言えるもので、奈良茶飯に汁と菜をつけて供され、菜には豆腐のあんかけがよく出された。これにより、奈良茶飯は、畿内よりもむしろ江戸の食として広まっていった。『守貞漫稿』によると、明暦の大火（1657年）のあと、金竜山（守貞は金竜山を浅草寺ではなく待乳山聖天としているが両説あり）の門前の茶屋が茶飯に豆腐汁、煮しめ、煮豆などを添えたものを奈良茶と称して出したのが最初で、金竜山の奈良茶を食べに行こうと江戸中から人が集まるほど人気となり、『西鶴置土産』（1693年）にも登場した。

## 川崎宿の場合
川崎宿においては、文化文政時代に、万年屋でシジミの味噌汁、奈良漬けとともに提供される奈良茶飯が有名であったと伝えられている。また亀屋という店でも茶飯の提供が行われていたとされている。
さらに十返舎一九の滑稽本『東海道中膝栗毛』に万年屋および奈良茶飯が登場したことで一層有名となり、日本全国に名が知れ渡った。江戸後期には大名も昼に立ち寄るほどの人気ぶりだったとされる。
万年屋の廃業によって、川崎の奈良茶飯は途絶えていたが、2001年に文献をもとにその味が再現され、シジミの味噌汁などとともに「大川崎宿祭り」で提供された。その後、川崎市内の和菓子店が奈良茶飯を現代風にアレンジした「奈良茶飯風おこわ」を開発し、川崎の新たな名物として注目されている。

## 関連文献
- 斎藤長秋 編「巻之二 天璇之部 河崎万年屋 奈良茶飯」『江戸名所図会』 一、有朋堂書店、464-465頁。NDLJP:1174130/238。
- 内田百閒「逆らつきよう」「古里を思ふ」昭和21年
- 阿川弘之「奈良茶」文藝春秋2008年6月号、77-78頁